# Saint-Jean-d'Ormont
Saint-Jean-d'Ormont är en kommun i departementet Vosges i regionen Grand Est (tidigare regionen Lorraine) i nordöstra Frankrike. Kommunen ligger i kantonen Senones som tillhör arrondissementet Saint-Dié-des-Vosges. År 2022 hade Saint-Jean-d'Ormont 128 invånare.

## Befolkningsutveckling
Antalet invånare i kommunen Saint-Jean-d'Ormont
| Referens: INSEE |